# Bürgerliches Gesetzbuch (Tschechien)
Das Bürgerliche Gesetzbuch (tschechisch: Občanský zákoník, Abk.: OZ; Gesetz Nr. 89/2012 Sb.) ist die zentrale Kodifikation des allgemeinen Privatrechts in Tschechien. Es wurde sowohl vom österreichischen historischen Allgemeinen Bürgerlichen Gesetzbuch als auch von zeitgenössischem deutschem, österreichischem, schweizerischem, italienischem und niederländischem Zivilrecht inspiriert. Es trat am 1. Januar 2014 in Kraft.